# GG at the GG
 (juin 2018).
Si vous disposez d'ouvrages ou d'articles de référence ou si vous connaissez des sites web de qualité traitant du thème abordé ici, merci de compléter l'article en donnant les références utiles à sa vérifiabilité et en les liant à la section « Notes et références ».
Albums de Gentle Giant
Giant on the Box
(2004) Live in Stockholm '75
(2009)
GG at the GG (ou du titre complet GG at the GG - Sight & Sound in concert) est le second DVD musical officiel du groupe de rock progressif britannique Gentle Giant, sorti en avril 2006.

## Présentation
Le DVD contient un concert enregistré en janvier 1978, au Golders Green Hippodrome de Londres pour une émission simulcast de la BBC Radio 1. 
Il comprend, également, des bonus comme un medley de l'album Octopus enregistré live en 1974 pour l'émission The Old Grey Whistle Test de la BBC ainsi que cinq chansons en studio de l'album Interview et une de Giant for a Day et des séquences vidéo promotionnelles de 1976 et 1978.
Les extras incluent, aussi, des séquences super 8 d'avril 1974, filmées à Munster, en Allemagne, par Martin Buntrock, avec l'audio ajouté par Klaus Buntrock.
Pour compléter l'ensemble, Gary Green fournit une collection personnelle de photos et Kerry Minnear compose de nouvelles musiques pour l'intro et les menus, avec des percussions de John "Pugwash" Weathers.
Avec ce DVD est fourni, en bonus, un CD reprenant l'intégralité de la prestation de 1978 et le medley d'Octopus.

## Liste des titres
| The BBC Sight & Sound concert, Golders Green Hippodrome, Londres, 5 janvier 1978 | The BBC Sight & Sound concert, Golders Green Hippodrome, Londres, 5 janvier 1978 | The BBC Sight & Sound concert, Golders Green Hippodrome, Londres, 5 janvier 1978 | The BBC Sight & Sound concert, Golders Green Hippodrome, Londres, 5 janvier 1978 | The BBC Sight & Sound concert, Golders Green Hippodrome, Londres, 5 janvier 1978 | The BBC Sight & Sound concert, Golders Green Hippodrome, Londres, 5 janvier 1978 | The BBC Sight & Sound concert, Golders Green Hippodrome, Londres, 5 janvier 1978 | The BBC Sight & Sound concert, Golders Green Hippodrome, Londres, 5 janvier 1978 | The BBC Sight & Sound concert, Golders Green Hippodrome, Londres, 5 janvier 1978 | The BBC Sight & Sound concert, Golders Green Hippodrome, Londres, 5 janvier 1978 |
| No                                                                               | Titre                                                                            | Durée                                                                            |                                                                                  |                                                                                  |                                                                                  |                                                                                  |                                                                                  |                                                                                  |                                                                                  |
| -------------------------------------------------------------------------------- | -------------------------------------------------------------------------------- | -------------------------------------------------------------------------------- | -------------------------------------------------------------------------------- | -------------------------------------------------------------------------------- | -------------------------------------------------------------------------------- | -------------------------------------------------------------------------------- | -------------------------------------------------------------------------------- | -------------------------------------------------------------------------------- | -------------------------------------------------------------------------------- |
| 1.                                                                               | Two Weeks in Spain                                                               | 3:26                                                                             |                                                                                  |                                                                                  |                                                                                  |                                                                                  |                                                                                  |                                                                                  |                                                                                  |
| 2.                                                                               | Free Hand                                                                        | 7:34                                                                             |                                                                                  |                                                                                  |                                                                                  |                                                                                  |                                                                                  |                                                                                  |                                                                                  |
| 3.                                                                               | On Reflection                                                                    | 5:47                                                                             |                                                                                  |                                                                                  |                                                                                  |                                                                                  |                                                                                  |                                                                                  |                                                                                  |
| 4.                                                                               | I'm Turning Around                                                               | 4:08                                                                             |                                                                                  |                                                                                  |                                                                                  |                                                                                  |                                                                                  |                                                                                  |                                                                                  |
| 5.                                                                               | Just the Same                                                                    | 4:55                                                                             |                                                                                  |                                                                                  |                                                                                  |                                                                                  |                                                                                  |                                                                                  |                                                                                  |
| 6.                                                                               | Playing the Game                                                                 | 4:45                                                                             |                                                                                  |                                                                                  |                                                                                  |                                                                                  |                                                                                  |                                                                                  |                                                                                  |
| 7.                                                                               | Memories of Old Days                                                             | 7:20                                                                             |                                                                                  |                                                                                  |                                                                                  |                                                                                  |                                                                                  |                                                                                  |                                                                                  |
| 8.                                                                               | Betcha Thought We Couldn't Do It                                                 | 2:39                                                                             |                                                                                  |                                                                                  |                                                                                  |                                                                                  |                                                                                  |                                                                                  |                                                                                  |
| 9.                                                                               | JP Weathers Presents                                                             | 1:47                                                                             |                                                                                  |                                                                                  |                                                                                  |                                                                                  |                                                                                  |                                                                                  |                                                                                  |
| 10.                                                                              | Funny Ways                                                                       | 8:24                                                                             |                                                                                  |                                                                                  |                                                                                  |                                                                                  |                                                                                  |                                                                                  |                                                                                  |
| 11.                                                                              | For Nobody                                                                       | 4:35                                                                             |                                                                                  |                                                                                  |                                                                                  |                                                                                  |                                                                                  |                                                                                  |                                                                                  |
| 12.                                                                              | Mountain Time                                                                    | 3:31                                                                             |                                                                                  |                                                                                  |                                                                                  |                                                                                  |                                                                                  |                                                                                  |                                                                                  |
| 59:48                                                                            |                                                                                  |                                                                                  |                                                                                  |                                                                                  |                                                                                  |                                                                                  |                                                                                  |                                                                                  |                                                                                  |

|    | 'Videos Shot at ITN House, Londres, 24 avril 1976'                                                                   |      |
| 1. | Interview | 6:25 |
| 2. | Give It Back | 5:15 |
| 3. | I Lost My Head | 6:47 |
|    | 'In and around Capitol Studios, Hollywood (Los Angeles), 1978'                                                       |      |
| 4. | Words From The Wise                                                                                                  | 3:03 |
| 5. | Thank You | 3:45 |
| 6. | Giant For A Day | 3:49 |
|    | 'Extras' |      |
| 1. | Octopus Medley (The Old Grey Whistle Test, Drury Lane Theater, Londres, 26 novembre 1974)                            | 7:43 |
| 2. | Gallery 1 (extraits lives et souvenirs de la collection de Gary Green)                                               |      |
| 3. | Münster, Germany, 26 avril 1974 (images filmées à la caméra Super 8 par Martin Buntrock à la Halle Münsterland (en)) | 7:44 |
| 4. | Gallery 2 (extraits lives et souvenirs de la collection de Gary Green)                                               |      |

| 1.  | Two Weeks in Spain               | 3:26 |
| 2.  | Free Hand                        | 7:34 |
| 3.  | On Reflection                    | 5:47 |
| 4.  | I'm Turning Around               | 4:08 |
| 5.  | Just the Same                    | 4:55 |
| 6.  | Playing the Game                 | 4:45 |
| 7.  | Memories of Old Days             | 7:20 |
| 8.  | Betcha Thought We Couldn't Do It | 2:39 |
| 9.  | JP Weathers Presents             | 1:47 |
| 10. | Funny Ways                       | 8:24 |
| 11. | For Nobody                       | 4:35 |
| 12. | Mountain Time                    | 3:31 |
| 13. | Octopus Medley                   |      |

## Membres du groupe
- Derek Shulman : chant, basse, trompette
- Gary Green : guitare, flûte à bec, chant
- Kerry Minnear : claviers, violoncelle, vibraphone, chant
- Ray Shulman : basse, guitare, violon, chant
- John Weathers : batterie, vibraphone